# Llista d'asteroides/205301-205400
| Nom      | Designació provisional | Data de descobriment   | Lloc de descobriment | Descobridor/s |
| -------- | ---------------------- | ---------------------- | -------------------- | ------------- |
| 205301 - | 2000 SG271             | 27 de setembre de 2000 | Socorro              | LINEAR        |
| 205302 - | 2000 SM271             | 27 de setembre de 2000 | Socorro              | LINEAR        |
| 205303 - | 2000 ST291             | 27 de setembre de 2000 | Socorro              | LINEAR        |
| 205304 - | 2000 SF293             | 27 de setembre de 2000 | Socorro              | LINEAR        |
| 205305 - | 2000 SS303             | 28 de setembre de 2000 | Socorro              | LINEAR        |
| 205306 - | 2000 SH304             | 30 de setembre de 2000 | Socorro              | LINEAR        |
| 205307 - | 2000 SD345             | 21 de setembre de 2000 | Haleakala            | NEAT          |
| 205308 - | 2000 SW368             | 22 de setembre de 2000 | Anderson Mesa        | LONEOS        |
| 205309 - | 2000 SQ376             | 24 de setembre de 2000 | Socorro              | LINEAR        |
| 205310 - | 2000 TH11              | 1 d'octubre de 2000    | Socorro              | LINEAR        |
| 205311 - | 2000 TS12              | 1 d'octubre de 2000    | Socorro              | LINEAR        |
| 205312 - | 2000 TS16              | 1 d'octubre de 2000    | Socorro              | LINEAR        |
| 205313 - | 2000 TM18              | 1 d'octubre de 2000    | Socorro              | LINEAR        |
| 205314 - | 2000 TN19              | 1 d'octubre de 2000    | Socorro              | LINEAR        |
| 205315 - | 2000 TG41              | 1 d'octubre de 2000    | Anderson Mesa        | LONEOS        |
| 205316 - | 2000 TW48              | 1 d'octubre de 2000    | Anderson Mesa        | LONEOS        |
| 205317 - | 2000 TJ61              | 2 d'octubre de 2000    | Anderson Mesa        | LONEOS        |
| 205318 - | 2000 UA22              | 24 d'octubre de 2000   | Socorro              | LINEAR        |
| 205319 - | 2000 UY24              | 24 d'octubre de 2000   | Socorro              | LINEAR        |
| 205320 - | 2000 UK25              | 24 d'octubre de 2000   | Socorro              | LINEAR        |
| 205321 - | 2000 UF28              | 25 d'octubre de 2000   | Socorro              | LINEAR        |
| 205322 - | 2000 UW29              | 25 d'octubre de 2000   | Socorro              | LINEAR        |
| 205323 - | 2000 UJ34              | 24 d'octubre de 2000   | Socorro              | LINEAR        |
| 205324 - | 2000 UT38              | 24 d'octubre de 2000   | Socorro              | LINEAR        |
| 205325 - | 2000 UY38              | 24 d'octubre de 2000   | Socorro              | LINEAR        |
| 205326 - | 2000 UG41              | 24 d'octubre de 2000   | Socorro              | LINEAR        |
| 205327 - | 2000 UY48              | 24 d'octubre de 2000   | Socorro              | LINEAR        |
| 205328 - | 2000 UF65              | 25 d'octubre de 2000   | Socorro              | LINEAR        |
| 205329 - | 2000 UM66              | 25 d'octubre de 2000   | Socorro              | LINEAR        |
| 205330 - | 2000 UA84              | 31 d'octubre de 2000   | Socorro              | LINEAR        |
| 205331 - | 2000 UG90              | 24 d'octubre de 2000   | Socorro              | LINEAR        |
| 205332 - | 2000 UC92              | 25 d'octubre de 2000   | Socorro              | LINEAR        |
| 205333 - | 2000 UK93              | 25 d'octubre de 2000   | Socorro              | LINEAR        |
| 205334 - | 2000 UF94              | 25 d'octubre de 2000   | Socorro              | LINEAR        |
| 205335 - | 2000 UB98              | 25 d'octubre de 2000   | Socorro              | LINEAR        |
| 205336 - | 2000 UJ101             | 25 d'octubre de 2000   | Socorro              | LINEAR        |
| 205337 - | 2000 VN7               | 1 de novembre de 2000  | Socorro              | LINEAR        |
| 205338 - | 2000 VH12              | 1 de novembre de 2000  | Socorro              | LINEAR        |
| 205339 - | 2000 VQ53              | 3 de novembre de 2000  | Socorro              | LINEAR        |
| 205340 - | 2000 VK55              | 3 de novembre de 2000  | Socorro              | LINEAR        |
| 205341 - | 2000 VN57              | 3 de novembre de 2000  | Socorro              | LINEAR        |
| 205342 - | 2000 WW5               | 19 de novembre de 2000 | Socorro              | LINEAR        |
| 205343 - | 2000 WP7               | 20 de novembre de 2000 | Socorro              | LINEAR        |
| 205344 - | 2000 WF18              | 21 de novembre de 2000 | Socorro              | LINEAR        |
| 205345 - | 2000 WC26              | 21 de novembre de 2000 | Socorro              | LINEAR        |
| 205346 - | 2000 WC29              | 20 de novembre de 2000 | Socorro              | LINEAR        |
| 205347 - | 2000 WM30              | 20 de novembre de 2000 | Socorro              | LINEAR        |
| 205348 - | 2000 WR52              | 27 de novembre de 2000 | Kitt Peak            | Spacewatch    |
| 205349 - | 2000 WN66              | 20 de novembre de 2000 | Socorro              | LINEAR        |
| 205350 - | 2000 WC85              | 20 de novembre de 2000 | Socorro              | LINEAR        |
| 205351 - | 2000 WP103             | 27 de novembre de 2000 | Socorro              | LINEAR        |
| 205352 - | 2000 WC107             | 29 de novembre de 2000 | Socorro              | LINEAR        |
| 205353 - | 2000 WY126             | 16 de novembre de 2000 | Kitt Peak            | Spacewatch    |
| 205354 - | 2000 WT135             | 20 de novembre de 2000 | Anderson Mesa        | LONEOS        |
| 205355 - | 2000 WZ153             | 30 de novembre de 2000 | Socorro              | LINEAR        |
| 205356 - | 2000 WZ172             | 25 de novembre de 2000 | Kitt Peak            | Spacewatch    |
| 205357 - | 2000 XB7               | 1 de desembre de 2000  | Socorro              | LINEAR        |
| 205358 - | 2000 XT26              | 4 de desembre de 2000  | Socorro              | LINEAR        |
| 205359 - | 2000 XS31              | 4 de desembre de 2000  | Socorro              | LINEAR        |
| 205360 - | 2000 XT38              | 6 de desembre de 2000  | Bisei SG Center      | BATTeRS       |
| 205361 - | 2000 XQ50              | 5 de desembre de 2000  | Socorro              | LINEAR        |
| 205362 - | 2000 XF54              | 15 de desembre de 2000 | Uccle                | T. Pauwels    |
| 205363 - | 2000 YW16              | 21 de desembre de 2000 | Socorro              | LINEAR        |
| 205364 - | 2000 YE28              | 26 de desembre de 2000 | Haleakala            | NEAT          |
| 205365 - | 2000 YE37              | 30 de desembre de 2000 | Socorro              | LINEAR        |
| 205366 - | 2000 YO44              | 30 de desembre de 2000 | Socorro              | LINEAR        |
| 205367 - | 2000 YH54              | 30 de desembre de 2000 | Socorro              | LINEAR        |
| 205368 - | 2000 YS83              | 30 de desembre de 2000 | Socorro              | LINEAR        |
| 205369 - | 2000 YO106             | 30 de desembre de 2000 | Socorro              | LINEAR        |
| 205370 - | 2000 YM124             | 29 de desembre de 2000 | Anderson Mesa        | LONEOS        |
| 205371 - | 2001 AX                | 1 de gener de 2001     | Kitt Peak            | Spacewatch    |
| 205372 - | 2001 AL10              | 2 de gener de 2001     | Socorro              | LINEAR        |
| 205373 - | 2001 AH21              | 3 de gener de 2001     | Socorro              | LINEAR        |
| 205374 - | 2001 AJ28              | 5 de gener de 2001     | Socorro              | LINEAR        |
| 205375 - | 2001 AQ48              | 4 de gener de 2001     | Socorro              | LINEAR        |
| 205376 - | 2001 BU5               | 18 de gener de 2001    | Socorro              | LINEAR        |
| 205377 - | 2001 BR9               | 19 de gener de 2001    | Socorro              | LINEAR        |
| 205378 - | 2001 BJ16              | 18 de gener de 2001    | Haleakala            | NEAT          |
| 205379 - | 2001 BX23              | 20 de gener de 2001    | Socorro              | LINEAR        |
| 205380 - | 2001 BT31              | 20 de gener de 2001    | Socorro              | LINEAR        |
| 205381 - | 2001 BM38              | 21 de gener de 2001    | Socorro              | LINEAR        |
| 205382 - | 2001 BJ44              | 19 de gener de 2001    | Socorro              | LINEAR        |
| 205383 - | 2001 BV47              | 21 de gener de 2001    | Socorro              | LINEAR        |
| 205384 - | 2001 BP69              | 31 de gener de 2001    | Socorro              | LINEAR        |
| 205385 - | 2001 CW36              | 13 de febrer de 2001   | Kitt Peak            | Spacewatch    |
| 205386 - | 2001 CX44              | 15 de febrer de 2001   | Socorro              | LINEAR        |
| 205387 - | 2001 DJ3               | 16 de febrer de 2001   | Socorro              | LINEAR        |
| 205388 - | 2001 DV8               | 17 de febrer de 2001   | Socorro              | LINEAR        |
| 205389 - | 2001 DU10              | 17 de febrer de 2001   | Socorro              | LINEAR        |
| 205390 - | 2001 DS13              | 19 de febrer de 2001   | Oizumi               | T. Kobayashi  |
| 205391 - | 2001 DA20              | 16 de febrer de 2001   | Socorro              | LINEAR        |
| 205392 - | 2001 DX35              | 19 de febrer de 2001   | Socorro              | LINEAR        |
| 205393 - | 2001 DQ50              | 16 de febrer de 2001   | Socorro              | LINEAR        |
| 205394 - | 2001 DY54              | 16 de febrer de 2001   | Kitt Peak            | Spacewatch    |
| 205395 - | 2001 DV77              | 22 de febrer de 2001   | Kitt Peak            | Spacewatch    |
| 205396 - | 2001 DP92              | 19 de febrer de 2001   | Anderson Mesa        | LONEOS        |
| 205397 - | 2001 DA99              | 17 de febrer de 2001   | Socorro              | LINEAR        |
| 205398 - | 2001 EO3               | 2 de març de 2001      | Anderson Mesa        | LONEOS        |
| 205399 - | 2001 EX3               | 2 de març de 2001      | Anderson Mesa        | LONEOS        |
| 205400 - | 2001 EO10              | 2 de març de 2001      | Anderson Mesa        | LONEOS        |